# Agdistis adactyla
Agdistis adactyla là một loài bướm đêm thuộc họ Pterophoridae. Loài này có ở hầu hết ở miền Cổ bắc, từ miền trung và tây nam châu Âu đến miền đông châu Á. Nó được ghi nhận ở Trung Quốc (Bắc Kinh, Thiên Tân, Hà Bắc, Nội Mông, Thiểm Tây, Cam Túc, Ninh Hạ, Tân Cương), Mông Cổ, Afghanistan, Pakistan, Iran và Thổ Nhĩ Kỳ.
Sải cánh dài 22–26 mm. Con trưởng thành bay từ tháng 6 đến giữa tháng 8.
Ấu trùng ăn Artemisia campestris và Chenopodium fruticosum. 